# Corona estoniana

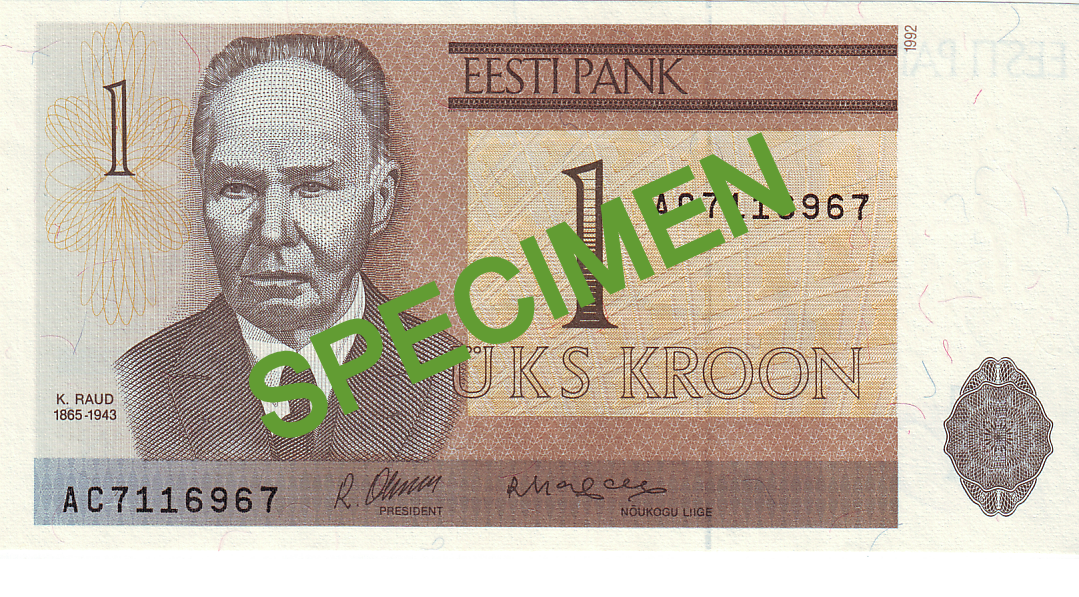
Bitllet d'1 corona estoniana del 1992

La corona estoniana (en estonià Eesti kroon o, simplement, kroon; en plural, krooni) fou la unitat monetària d'Estònia fins a la substitució definitiva per l'euro a començament del 2011. Es dividia en 100 cèntims o senti (singular sent). El codi ISO 4217 era EEK i s'acostumava a abreujar Ekr.

## Història
La primera corona es va introduir el 1928. Va substituir el marc estonià a raó de cent marcs per corona. Va circular fins a la invasió soviètica del 1940. Aleshores es va canviar la corona pel ruble a raó de 0,8 corones per ruble.
La segona corona es va introduir el 1992, substituint el ruble soviètic a raó de 10 rubles per corona. Inicialment, la taxa de canvi de la corona es fixava segons el marc alemany i va ser estable fins al 20 de juny del 1992.Des de l'entrada de la moneda estoniana en l'ERM II, el mecanisme de canvi de la Unió Europea, la corona va passar a fixar-se, respecte a l'euro, a 15,64664 EEK per EUR. Va ser substituïda de forma definitiva per la moneda comuna europea l'1 de gener del 2011.

## Monedes i bitllets
Emesa pel Banc d'Estònia (Eesti Pank), en el moment de la seva substitució per l'euro en circulaven bitllets d'1, 2, 5, 10, 25, 50, 100 i 500 krooni i monedes de 5, 10, 20 i 50 senti i d'1 i 5 krooni.
De monedes de 5 cèntims i de bitllets d'1 corona últimament ja no se n'emetien més, i de les monedes de 5 corones només se n'havien fet emissions commemoratives, de manera que tots tres valors circulaven molt rarament, igual com els bitllets de 50 corones.